# Gardish
Pour plus de détails, voir Fiche technique et Distribution.
Gardish, littéralement en français : adversité/malchance, est un film criminel et d'action, en langue hindoue,  de Priyadarshan, réalisé en 1993. Le film met en vedette Dimple Kapadia, Jackie Shroff et Aishwarya (en). Il s'agit d'une adaptation du film malayalam, de 1989, Kireedam (en).
Le film a remporté deux Filmfare Awards - Meilleure direction artistique (Sabu Cyril (en)) et Meilleure action (Thyagarajan), et a été nommé dans les catégories Meilleur acteur (Shroff), Meilleur acteur dans un second rôle (Amrish Puri) et Meilleure actrice dans un second rôle (Dimple).
Il marque les débuts de l'acteur Mukesh Rishi (en) en tant qu'antagoniste. Ce film marque également les débuts à Bollywood de l'actrice sud-indienne Aishwarya (en). Le film est un succès critique et commercial.

## Synopsis
Naïve et facilement impressionnable, Vidya Bhalla (Aishwarya (en)) aimerait que son mari soit un héros fringant, qui n'a peur de personne, qui peut facilement sauter dans un incendie pour sauver quelqu'un, qui est fort et romantique. Elle voit toutes ces qualités chez Shiva Sathe (Jackie Shroff), le fils de Havaldar Purshotam Sathe (Amrish Puri), dont le seul rêve est de voir Shiva devenir inspecteur de police. Vidya informe son père, Prithviraj, qu'elle a trouvé l'homme de ses rêves ; les familles Bhalla et Sathe se rencontrent et obtiennent des fiançailles officielles.
Ensuite, Purshotam arrête le fils d'un membre d'une législature territoriale, et il est transféré au tristement célèbre poste de police de Kala Chowki à Bombay. À son arrivée, il apprend que l'inspecteur responsable du poste de police, Saini, a été sévèrement battu par don Billa Jilani (Mukesh Rishi (en)) et est hospitalisé. Purshotam organise le déménagement de toute sa famille.
L'histoire prend une nouvelle tournure. Le beau-frère de Shiva s'approche de Prithviraj Bhalla (Shammi Kapoor) et l'informe que Shiva est devenu un chef de la pègre, après avoir battu Billa Jilani, et qu'il accepte maintenant des pots-de-vin. Prithviraj découvre que Shiva est devenu un voyou, et qu'il a été arrêté à plusieurs reprises, au grand dam de son père. Prithviraj rompt l'alliance et en informe Purshotam. Peu après, une nouvelle bagarre éclate et cette fois-ci, Shiva est arrêté, détenu dans une cellule pendant plusieurs jours, battu par son père puis libéré sous caution par une femme nommée Shanti (Dimple Kapadia).
Finalement, Shiva tue Billa. Le film se termine avec Purshotam qui déclare à l'inspecteur Saini que Shiva ne peut être recommandé comme inspecteur, car aux yeux de la loi, il est un criminel. La photo de Shiva est affichée sur le tableau d'affichage du criminel, et le générique de fin est lancé.

## Fiche technique
Sauf indication contraire, les informations mentionnées dans cette section peuvent être confirmées par la base de données cinématographiques IMDb,  présente dans la section « Liens externes ».
- Titre : Gardish
- Réalisation : Priyadarshan
- Scénario : A. K. Lohithadas (en)
- Musique : Rahul Dev Burman et S. P. Venkatesh (en)
- Production : R. Mohan -  Good Knight Films
- Langue : Hindi
- Genre :  Film criminel - Film d'action
- Durée : 153 minutes (2 h 33)
- Dates de sorties en salles :
  -  Inde : 10 septembre 1993

## Distribution
- Jackie Shroff : Shiva Sathe
- Aishwarya (en) : Vidya Bhalla
- Shammi Kapoor : Prithviraj Bhalla (père de Vidya)
- Amrish Puri : Connétable Purushottam Sathe
- Farida Jalal : Laxmi Sathe
- Dimple Kapadia : Shanti
- Raj Babbar (en) : Pratap (Apparition spéciale)
- Suresh Oberoi (en) : Inspecteur Saini
- Anant Mahadevan : Connétable Sawant
- Rakesh Bedi (en) : Ami de Shiva
- Asrani (en) : Mari de Phoolwa
- Kunika (en) : Phoolwa
- Annu Kapoor (en) : Manish Bhai Harish Bhai
- Mukesh Rishi (en) : Billa Jilani
- Tej Sapru (en) : Billa's Henchman
- Shagufta Ali (en) : Item number Rang Rangeeli